# Nécropole de Gizeh

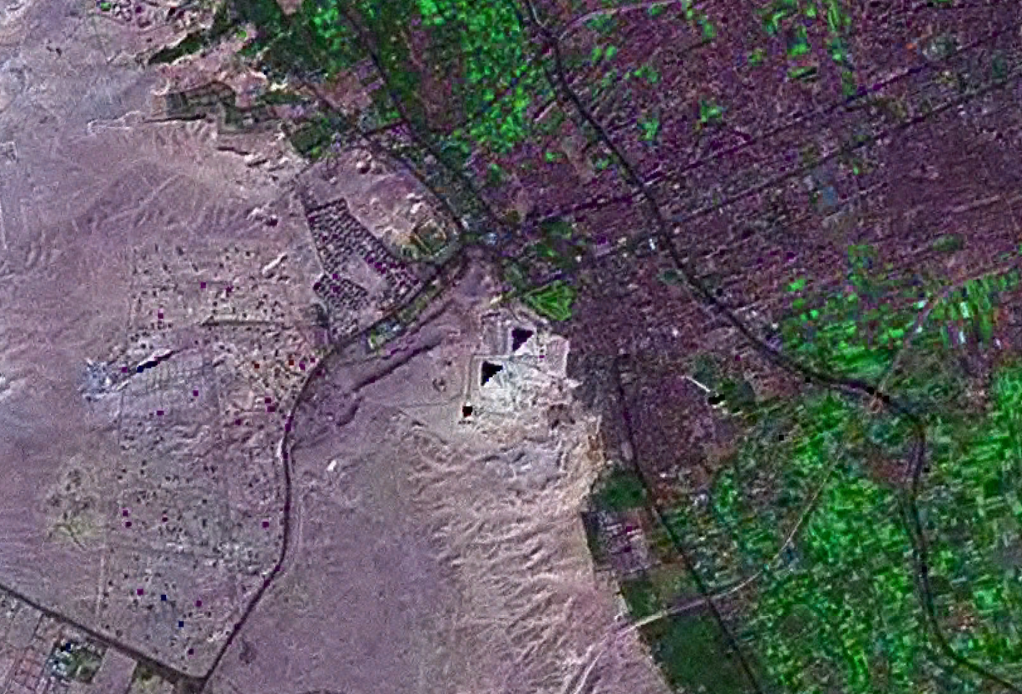
Vue du complexe des pyramides de l'espace.

La nécropole de Gizeh est un vaste ensemble funéraire situé sur un plateau désertique de la rive ouest du Nil, à Gizeh, qui jouxte la ville moderne du Caire. Faisant partie des nécropoles memphites qui s'étendent à l'ouest de la capitale égyptienne sur une trentaine de kilomètres (de Dahchour au sud à Abou Rawash au nord, elles regroupent 38 pyramides et plus de 9 000 tombes), elle est utilisée principalement sous l'Ancien Empire. Le site est connu mondialement car y sont situées les célèbres pyramides de Khéops, de Khéphren et de Mykérinos.

## Plan du plateau de Gizeh

Carte des pyramides de Gizeh.

Le plateau de Gizeh est situé sur la rive ouest du Nil dans le désert à huit kilomètres du centre-ville de Gizeh et à vingt-cinq kilomètres du Caire. Ce plateau, nivelé par l'homme il y a 4 500 ans, a la forme approximative d'un carré de 1,6 × 1,9 km de côté. Le plateau est délimité au sud-est et au sud-ouest par deux failles orientées respectivement NE-SO et NO-SE, avec un escarpement côté sud-est descendant à quarante mètres de dénivellation, au pied duquel courait un canal du Nil séparant la zone désertique de la terre fertile. Ce canal présent au moment de la construction de la pyramide a dérivé vers l'Est probablement en raison d'une catastrophe naturelle, la rive ouest du Nil actuel étant désormais à huit kilomètres à l’est du site. L’assise du plateau s’abaisse doucement vers le sud-est (l’inclinaison des roches va de moins de 5° à plus de 10°).
L'alignement des pyramides est situé sur le sommet d'un pli anticlinal d’axe NE-SO. Contrairement à ce que l'on peut lire ou entendre, ce n'est pas la constellation du Grand Chien ou le lever héliaque de Sirius qui a dicté l'orientation N-S et E-O des trois grandes pyramides. Étant situées au milieu des carrières d'où
proviennent les matériaux avec lesquels elles furent construites, leur orientation N-S et E-O est principalement commandée par la fracturation la plus fine des diaclases métriques diagonales (N-S et E-O) par rapport à l'axe du pli et qui ont été préférentiellement utilisées dans l'exploitation des carrières. Ces discontinuités facilitaient en effet l'extraction en servant de limites aux blocs.
On distingue les trois grandes pyramides ainsi que plusieurs cimetières dans cette nécropole, le cimetière est, le cimetière ouest, le cimetière sud et le cimetière central.

## Les pyramides et le Sphinx
Les principaux monuments du plateau, tous datés de la IVe dynastie, sont :
- la grande pyramide (également connue sous le nom de Pyramide de Khéops ou Pyramide de Khoufou), construite vers -2580/-2560 ;
- la pyramide de Khéphren (ou Khafrê), légèrement plus petite et située à quelques centaines de mètres au sud-ouest de la précédente ;
- la pyramide de Mykérinos (ou Menkaourê), beaucoup plus petite et située à quelques centaines de mètres au sud-ouest des précédentes ;
- le Grand Sphinx, situé à l'est des pyramides, en contrebas de celle de Khéphren ;
- la pyramide de Khentkaous Ire, située en contrebas de la celle de Mykérinos.

À ces monuments majeurs s'ajoutent des édifices satellites plus petits, tels que les pyramides satellites, la chaussée et les temples funéraires (ou temple haut) et de la vallée (ou temple bas).

### La grande pyramide de Khéops
Le complexe pyramidal de Khéops se compose d'un temple bas, d'une chaussée, d'un temple funéraire, de la pyramide elle-même, d'une pyramide satellite, de trois pyramides de reines et de cinq fosses à barque. Le temple bas est aujourd'hui enterré sous le village de Nazlet el-Samman ; des pavés de basalte et des murs de calcaire ont été découverts mais le site n'a pas été fouillé,. Le temple bas était relié à une digue qui a été largement détruite lorsque le village fut construit. La chaussée menait du temple bas au temple funéraire de Khéops. De ce temple, il ne reste plus que le pavage de basalte. Le temple funéraire était relié à la pyramide du roi dont la hauteur est de 146,58 m et les côtés de la base d'environ 230,4 m. Les deux fosses à barque du côté sud de la pyramide contenaient encore des navires intacts. L'un de ces navires a été restauré et est exposé. La pyramide de Khéops a encore quelques pierres du parement à sa base. Ces pierres de parement étaient faites de calcaire blanc fin extrait des carrières avoisinantes.

### La pyramide de Khéphren
Le complexe pyramidal de Khéphren se compose d'un temple bas, du temple du Sphinx, d'une chaussée, d'un temple funéraire, de la pyramide du roi, d'une pyramide subsidiaire avec un serdab et de cinq fosses à barque. Le temple bas a donné plusieurs statues de Khéphren, plusieurs d'entre elles ont été trouvées dans un puits du sol du temple par Mariette en 1860. D'autres ont été découvertes lors de fouilles successives par Sieglin (en 1909-1910), Junker, Reisner et Hassan. La pyramide a une hauteur de 143,5 m et les côtés de la base sont d'environ 215,16 m. La pyramide de Khéphren semble plus grande que la pyramide de Khéops adjacente en raison de son emplacement plus élevé et de l'angle d'inclinaison plus prononcé de sa construction - elle est, en fait, plus petite en hauteur et en volume. La pyramide de Khéphren conserve à son sommet une partie du parement qui recouvrait autrefois toute la pyramide.

### La pyramide de Mykérinos
Le complexe pyramidal de Mykérinos se compose d'un temple bas, d'une chaussée, d'un temple funéraire, de la pyramide du roi et dr trois pyramides subsidiaires (ou pyramides de reines). Le temple bas contenait autrefois plusieurs statues de Mykérinos. Au cours de la Ve dynastie, un temple plus petit a été ajouté au temple bas. Le temple funéraire a également donné plusieurs statues de Mykérinos. La pyramide a une hauteur de 65,5 m et les côtés de la base sont d'environ 104,6 m. Des quatre monuments majeurs, seule la pyramide de Mykérinos est aujourd'hui visible sans aucun de ses blocs de parement de calcaire poli d'origine.

### Le Grand Sphinx
Le Grand Sphinx est la statue thérianthrope qui se dresse devant les grandes pyramides, se trouvant juste à côté du temple bas de la pyramide de Khéphren. Sculpture monumentale monolithique la plus grande du monde avec 73,5 mètres de longueur, 14 mètres de largeur et 20,22 mètres de hauteur, elle représente un sphinx couchant. Réalisée vers -2500, elle serait attribuée à Djédefrê, l'un des pharaons de la IVe dynastie, représentant son père le roi Khéops, ou alors il s'agirait d'une réalisation de Khéphren ou de Khéops.

### La pyramide de KhentkaousIre
La pyramide de Khentkaous Ire fait partie du complexe funéraire complet que la reine se fit édifier ; elle est parfois référencée dans certains ouvrages comme « la 4e pyramide de Gizeh ». Le complexe comprend également un petit temple funéraire, une chaussée ainsi qu'une ville des pyramides habitée par les prêtres du culte funéraire de la reine. Son monument funéraire est actuellement visible sur le plateau de Gizeh, dans le prolongement de l'axe du complexe funéraire de Menkaourê dont elle est probablement apparentée (peut-être une fille). L'ensemble a été fouillé et identifié par Selim Hassan pendant les années 1932 et 1933.

## Les cimetières

### Le cimetière est

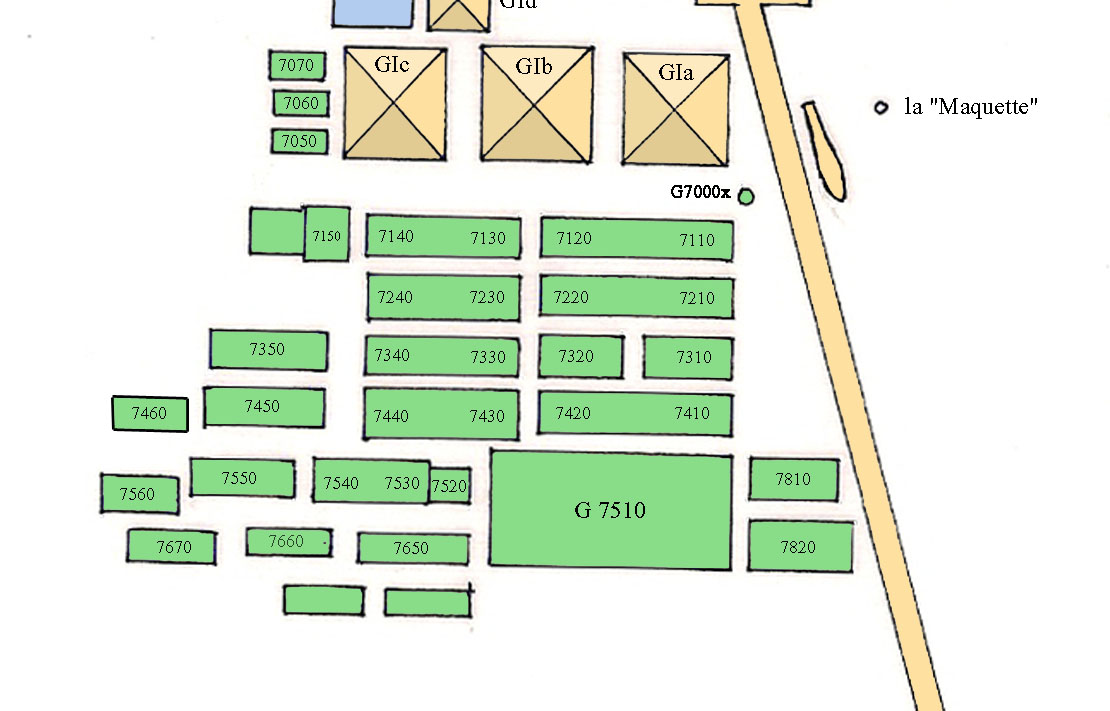
Plan du cimetière est

Cette partie de la nécropole réunit les sépultures de personnages importants de la famille royale. C'est donc à juste titre, qu'elles prennent place aux côtés des pyramides des reines. On y trouve les sépultures des fils de Khéops, Kaouab Ier (G 7120 et G 7110), Hordjédef (G 7220 et G 7210) et Khoufoukhaf (G 7140 et G 7130) entre autres. Le mastaba G 7340 a livré un sarcophage en calcaire peint décoré d'un motif de « façade de palais ». Le mastaba de Ânkhkhâf et Hétep-Hérès II (G 7510) est le plus imposant et domine l'extrémité est de la nécropole. Les fouilles de l'édifice révélèrent un buste en calcaire peint d'Ânkhkhâf qui est considéré, à juste titre, comme le chef-d’œuvre de la statuaire de l'Ancien Empire.

### Le cimetière ouest

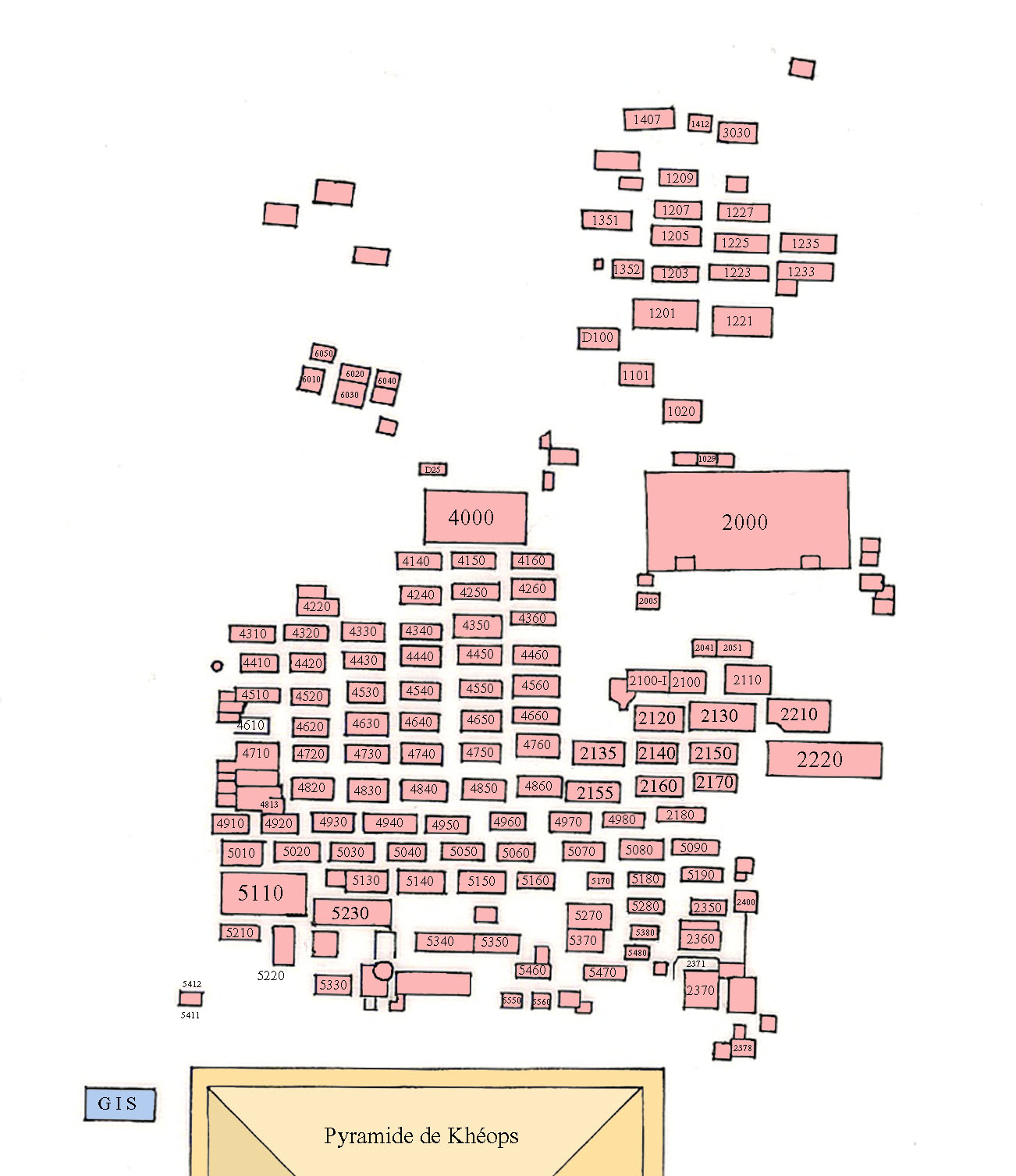
Plan du cimetière ouest

Le cimetière ouest est le plus important de la nécropole et regroupe une multitude de mastabas datant de la IVe à la VIe dynastie. Divisé en trois parties, les archéologues distinguent le cimetière dit « en échelon » aux abords de la pyramide et regroupant principalement les sépultures de prêtres attachés aux cultes funéraires. Vient ensuite le cimetière dit « village des mastabas » dont le plan très urbanisé rassemble les plus importants mastabas dont celui du vizir Hémiounou (G 4000), le mastaba le plus imposant G 2000 qui n'a pu être attribué et enfin, les plus petits mastabas de l'extrémité ouest de la nécropole.

### Le cimetière sud du complexe funéraire de Khéops

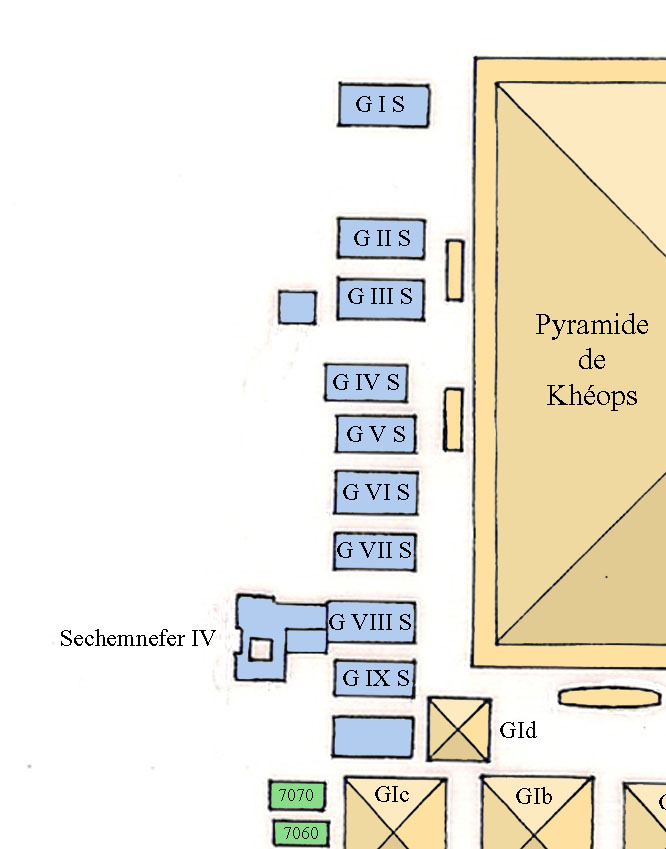
Plan du cimetière sud

Ce cimetière, situé juste au sud de l'enceinte du complexe de Khéops, est dominé par neuf grands mastabas dont quelques-uns ont pu être attribués à des personnages contemporains du règne de Mykérinos. Entre ces sépultures se trouvent de nombreux monuments datant des Ve et VIe dynasties. Au sud-est de ce cimetière se trouve l'imposant mastaba du vizir de la Ve dynastie, Sechemnefer IV. Son accès se fait par une rampe flanquée de deux obélisques menant à une entrée à deux colonnes.

### Le cimetière central
Le cimetière central contient plusieurs sépultures de membres de la famille royale de Khéphren. Les tombes datent de la deuxième moitié de la IVe dynastie et de la Ve dynastie ou voire plus tard. S'y trouvent les tombes des épouses de Khéphren : Khâmerernebty Ire (G 8978) et Persenet (G 8156), de ses fils Nebemakhet (G 8172), Nikaourê (G 8158), Sékhemkarê (G 8154), Niouserrê (G 8140), Ânkhmarê (G 8460), Iounrê (G 8466), Babaef (G 8260) et Iounmin (G 8080), de ses filles Rekhetrê (G 8530) et Hemetrê (G 8464), ainsi que du fils royal Niankhrê (G 8130) et de la fille royale et reine Bounéfer (G 8408) (probablement Ve dynastie tous les deux).
Des tombes datant des périodes Saïte et ultérieures ont été trouvées près de la chaussée de Khéphren et du Grand Sphinx. Ces tombes comprennent la tombe d'un commandant de l'armée nommé Ahmès et de sa mère la reine Nakhtoubasteraou, qui était l'épouse du pharaon Ahmôsis II.

### Le cimetière sud
Le cimetière sud comprend des mastabas datant de la IIe dynastie et de la IIIe dynastie. L'une de ces premières tombes dynastiques est appelée la tombe de Covington. D'autres tombes datent de la fin de l'Ancien Empire (Ve dynastie et VIe dynastie). La partie sud du cimetière contient plusieurs tombes datant des périodes Saïte et ultérieures.

### Le cimetière des constructeurs des pyramides
En 1990, des tombes appartenant aux ouvriers des pyramides ont été découvertes à côté des pyramides et un site funéraire supplémentaire a été découvert à proximité en 2009. Bien que non momifiés, ils avaient été enterrés dans des tombes en briques de terre avec de la bière et du pain pour les soutenir dans l'au-delà. La proximité des tombes par rapport aux pyramides et le mode d'inhumation soutiennent la théorie selon laquelle il s'agissait de travailleurs rémunérés qui étaient très fiers de leur travail et qui n'étaient pas des esclaves, comme on le pensait auparavant. Les preuves provenant des tombes indiquent qu'il a fallu une trentaine d'années pour construire une pyramide avec une main-d'œuvre de dix-mille ouvriers travaillant par quarts de trois mois. La plupart des travailleurs semblent provenir de familles pauvres. Des spécialistes tels que des architectes, des maçons, des métallurgistes et des charpentiers, étaient employés en permanence par le roi pour occuper les postes qui exigeaient le plus de compétences,,,.

## Le village des ouvriers
Le travail d'extraction, de déplacement, de mise en place et de sculpture de l'énorme quantité de pierre utilisée pour construire les pyramides aurait pu être accompli par plusieurs milliers de travailleurs qualifiés, d'ouvriers non qualifiés et d'ouvriers de soutien. Des boulangers, des charpentiers, des porteurs d'eau et d'autres personnes étaient également nécessaires pour le projet. En plus des méthodes utilisées pour construire les pyramides, il y a aussi beaucoup de spéculations sur le nombre exact de travailleurs nécessaires pour un projet de construction de cette ampleur. Lorsque l'historien grec Hérodote se rendit à Gizeh en -450, des prêtres égyptiens lui dirent que « la Grande Pyramide avait mis vingt ans à être construite par 400 000 hommes, travaillant par équipes de trois mois, 100 000 hommes à la fois ». Les preuves provenant des tombes indiquent qu'il a fallu une trentaine d'années pour construire une pyramide avec une main-d'œuvre de 10 000 ouvriers travaillant par période de trois mois.
Le complexe des pyramides de Gizeh est entouré d'un grand mur de pierre, à l'extérieur duquel Mark Lehner et son équipe ont découvert une ville de cinq hectares où se trouvaient les ouvriers de la pyramide. Le village est situé au sud-est des complexes de Khéphren et Mykérinos, par delà le « mur du Corbeau » (mur en pierre calcaire de 200 m de long, 7 m de large et 10 m de haut). Cette cité ouvrière était constituée de trois quartiers : le premier réunissait la noblesse, les superviseurs et la garde royale ; le second  était le quartier commerçant rassemblant boulangeries, abattoirs, poissonneries, brasseries et artisans ; au centre, un immense complexe de galeries organisé en quatre ensembles de baraquements qui abritaient des dortoirs communaux où logeaient les ouvriers et des cuisines (des preuves montrant que le pain, le bœuf et le poisson étaient des aliments de base). Parmi les découvertes du village ouvrier, un hôpital et un cimetière (où l'on a trouvé certains squelettes présentant des signes de traumatisme associés aux accidents sur un chantier). La ville des ouvriers semble remonter au milieu de la IVe dynastie, après l'époque de Khéops et de la construction de la Grande Pyramide. Selon Lehner et l'équipe de l'AERA :

« Le développement de ce complexe urbain a dû être assez rapide. Toute la construction s'est probablement déroulée dans les trente-cinq à cinquante ans qui ont marqué les règnes de Khéphren et Mykérinos, les bâtisseurs des deuxième et troisième pyramides de Gizeh. »

Sans datation au carbone, en utilisant uniquement des tessons de poterie, des empreintes de sceaux et des techniques stratigraphiques pour dater le site, l'équipe conclut en outre :

« L'image qui se dessine est celle d'un peuplement planifié, l'un des premiers urbanismes au monde, daté en toute sécurité des règnes de deux constructeurs de pyramides de Gizeh : Khéphren et Mykérinos,. »

## Nouvel Empire et époques postérieures
Pendant le Nouvel Empire, Gizeh était encore un site actif. Une chapelle en briques a été construite près du Grand Sphinx au début de la XVIIIe dynastie, probablement par le roi Thoutmôsis Ier. Amenhotep II a construit un temple dédié à Hauron-Haremakhet près du Sphinx. Thoutmôsis IV a visité les pyramides et le Sphinx en tant que prince, visite pendant laquelle il aurait eu un songe : le nettoyage du sable du Sphinx serait récompensé par la royauté. Cet événement est enregistré dans la Stèle du Rêve. Durant les premières années de son règne, Thoutmôsis IV et sa femme la reine Néfertari firent ériger des stèles à Gizeh. Le roi Toutânkhamon fit construire une structure qu'on appelle aujourd'hui la maison de repos du roi. Au cours de la XIXe dynastie, Séthi Ier agrandira le temple de Hauron-Haremakhet, et son fils Ramsès II érigea une stèle dans la chapelle devant le Sphinx et usurpa la maison de repos de Toutânkhamon.
Au cours de la XXIe dynastie, le temple d'Isis Maîtresse des Pyramides a été reconstruit. Sous la XXVIe dynastie dite saïte, une stèle faite à cette époque mentionne Khéops et sa reine Hénoutsen. Comme dit précédemment, de nombreuses tombes ont également été réalisées durant cette période et les suivantes.

## Photos

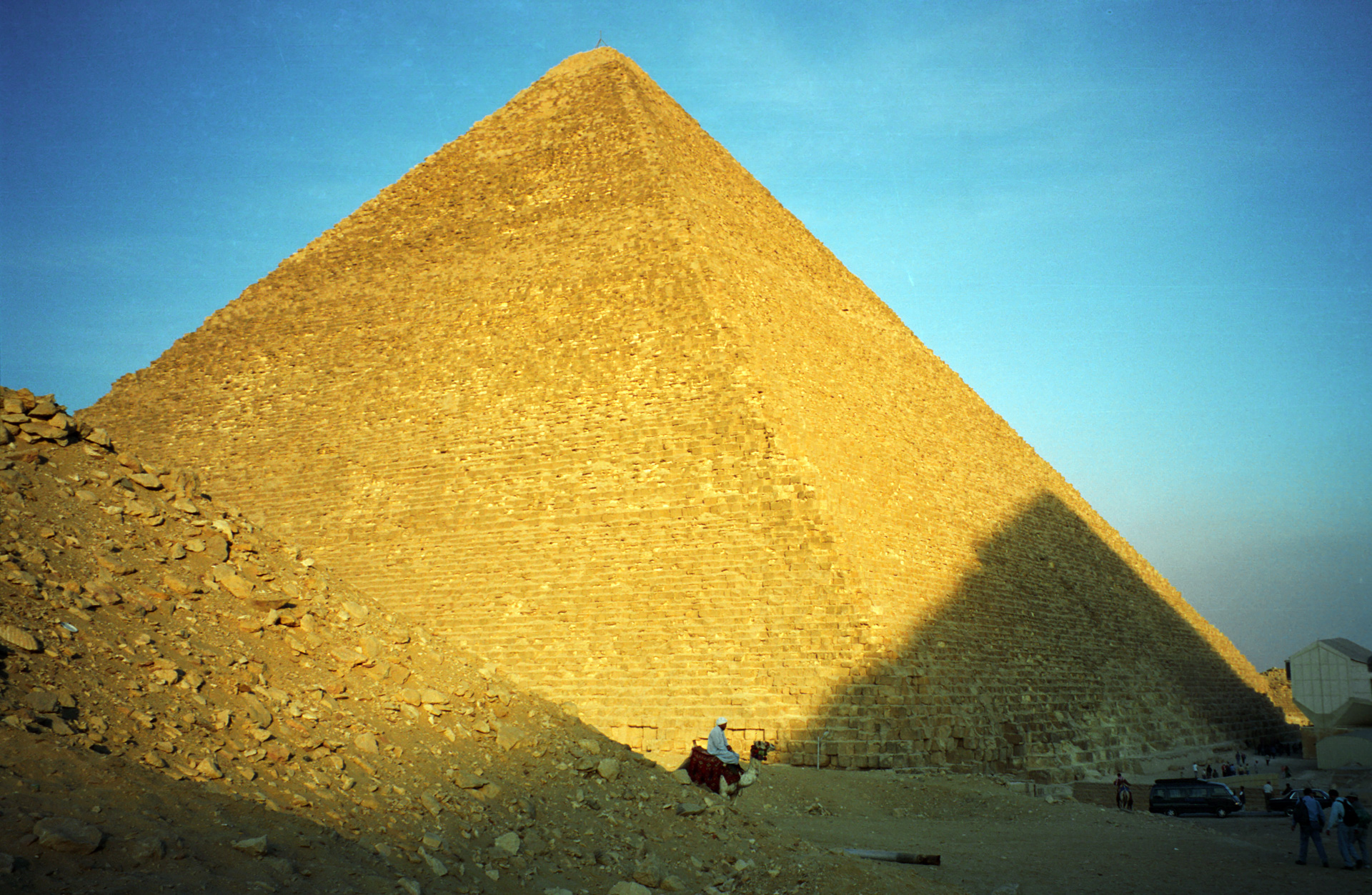
Pyramide de Khéops
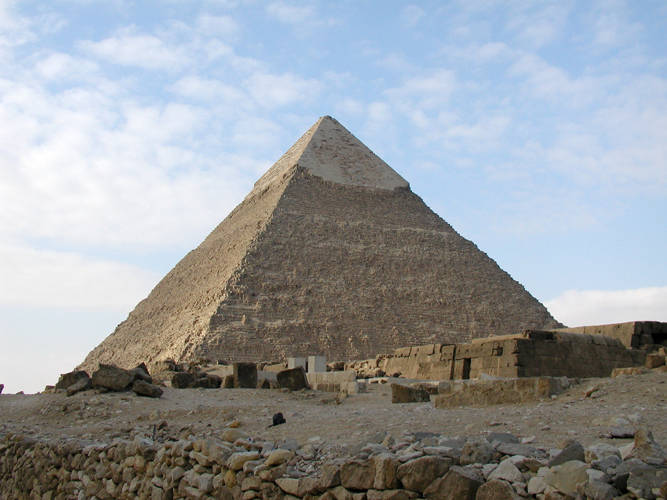
Pyramide de Khéphren
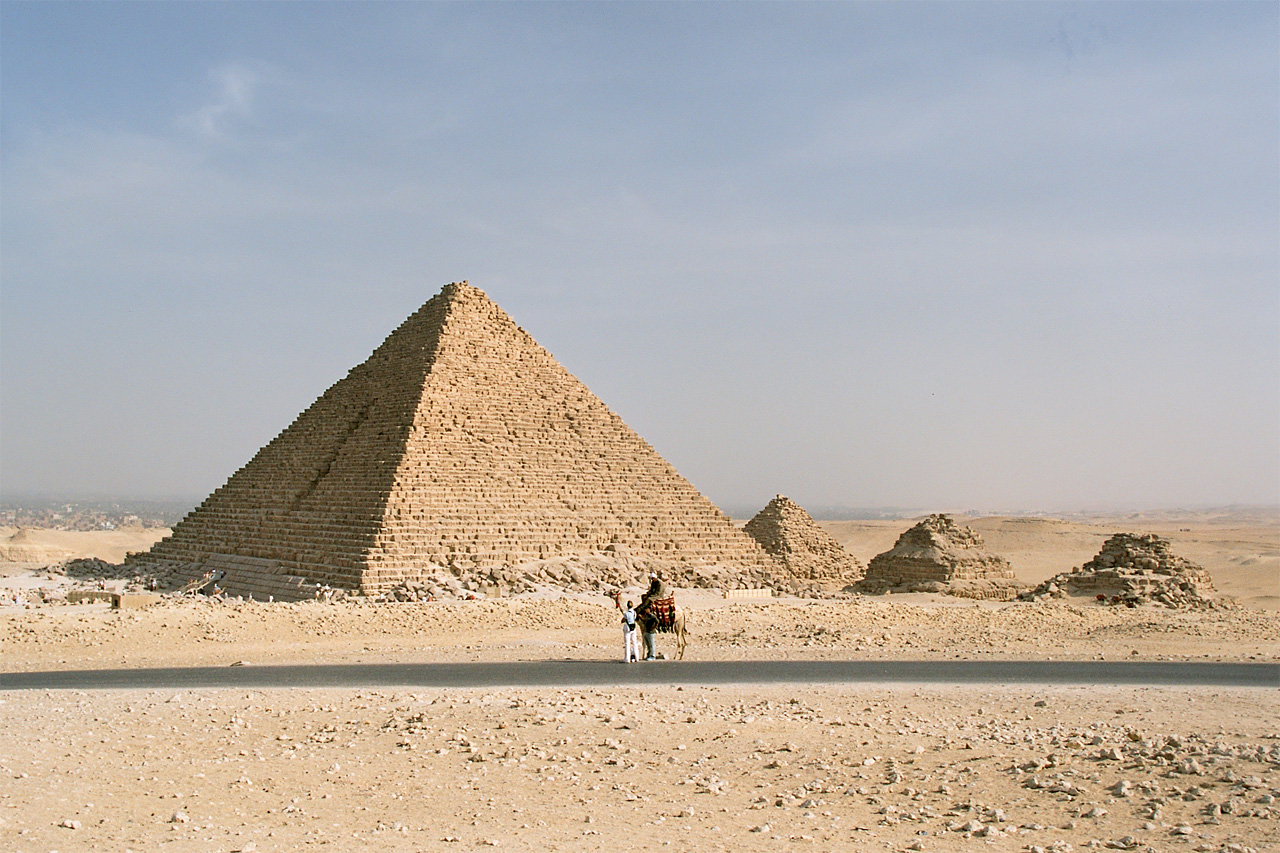
Pyramide de Mykérinos
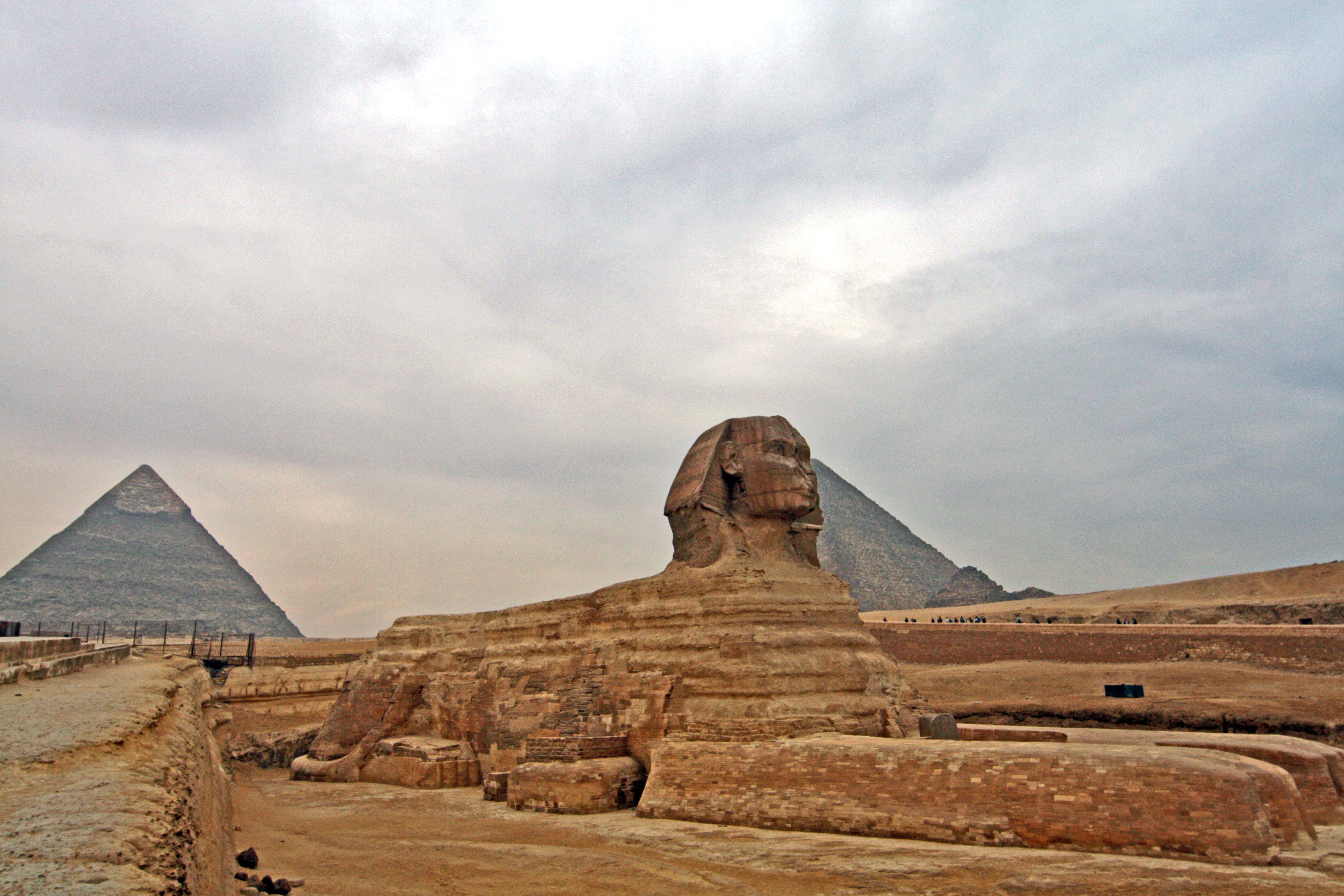
Grand Sphinx
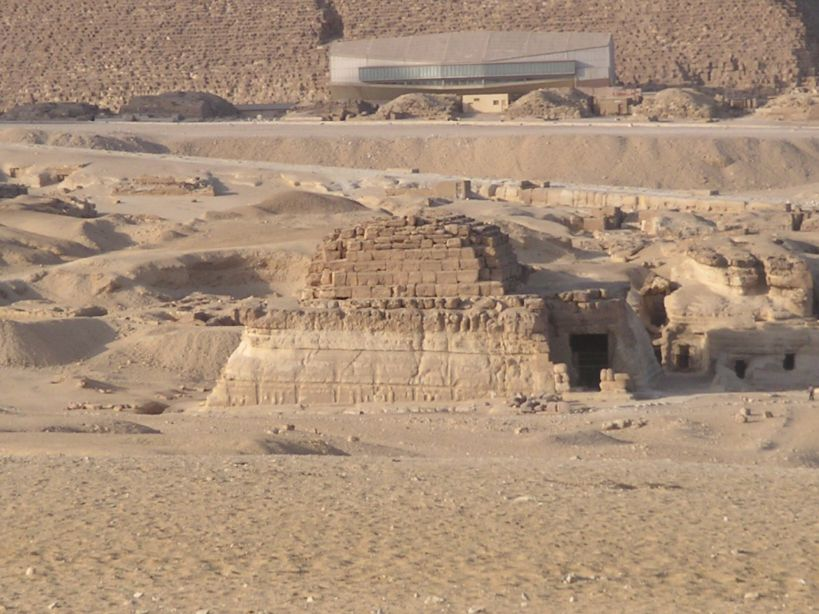
Pyramide de Khentkaous Ire
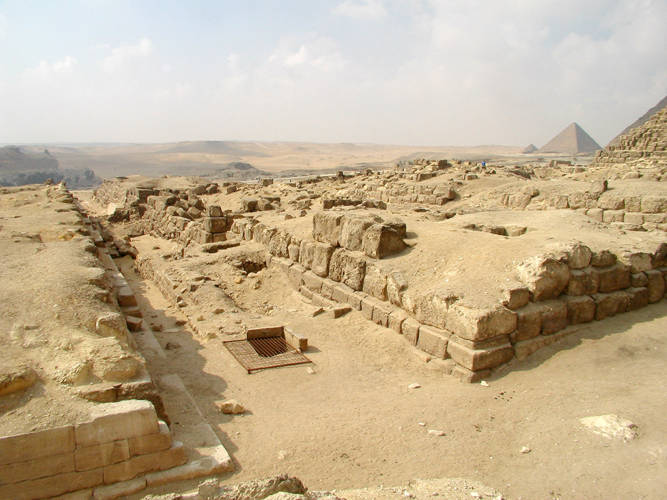
Mastabas du cimetière est
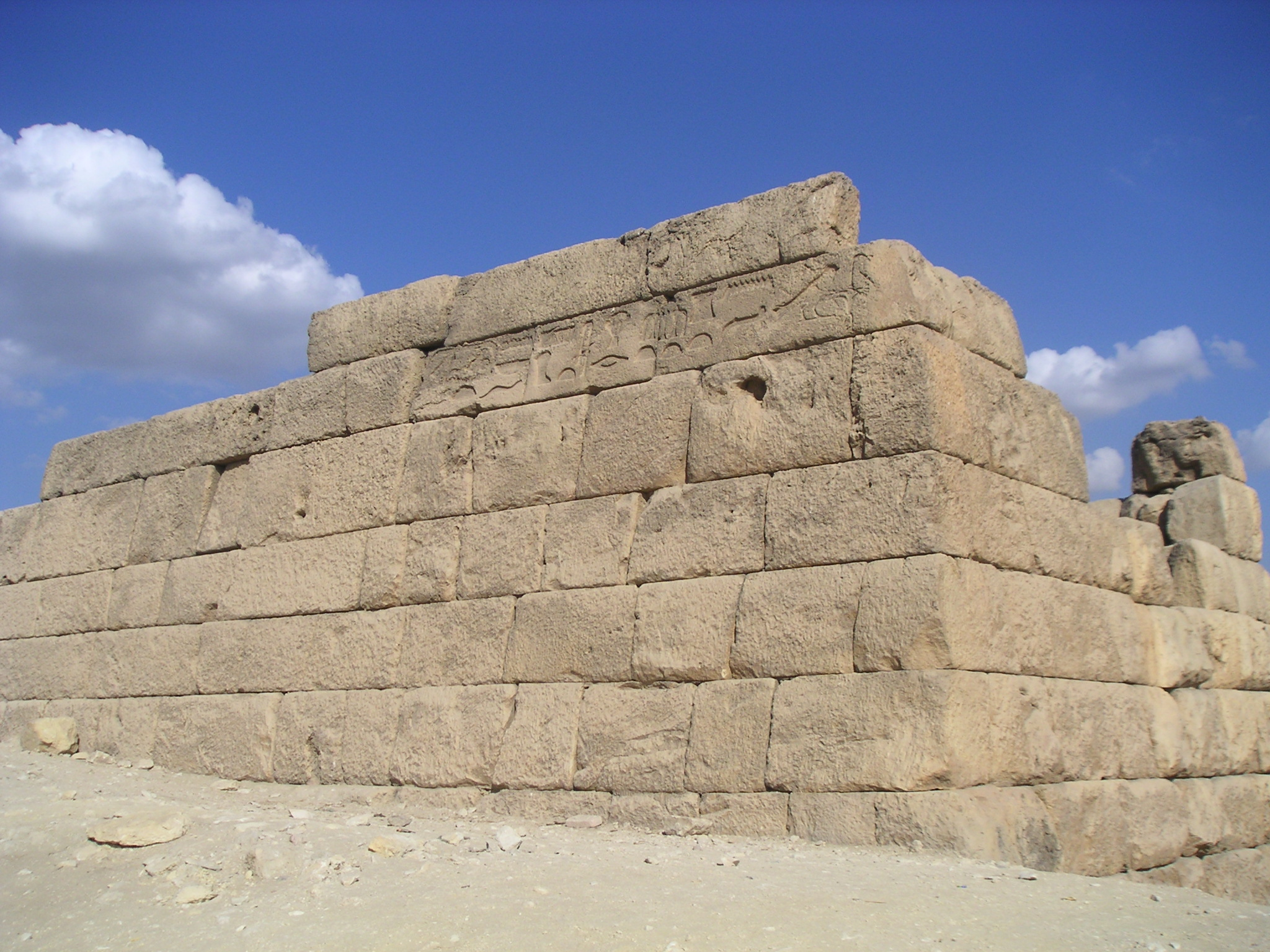
Mastaba de Khoufoukhaf (G 7140 et G 7130 cimetière est)
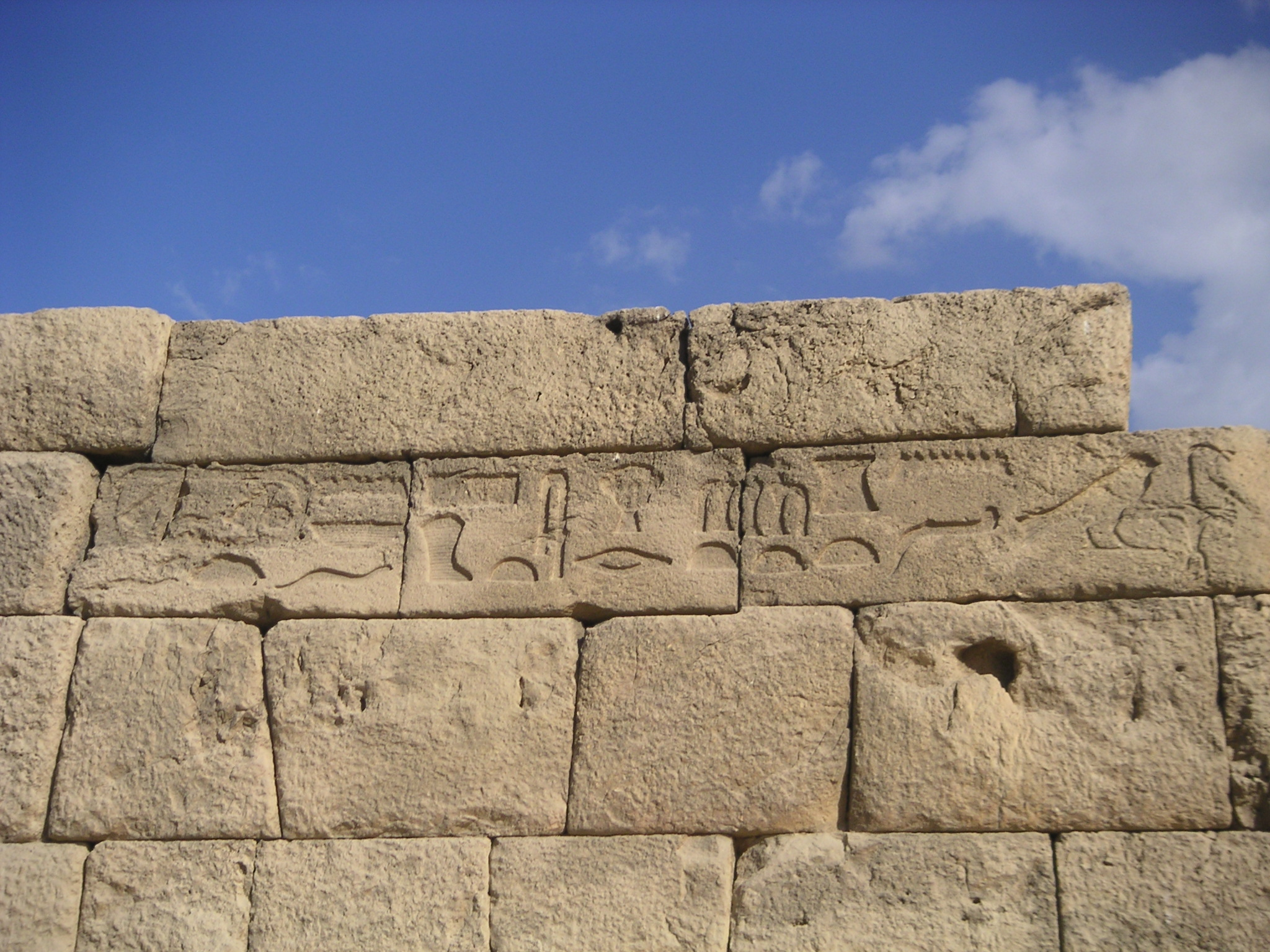
Mastaba de Khoufoukhaf (détail de l'inscription)
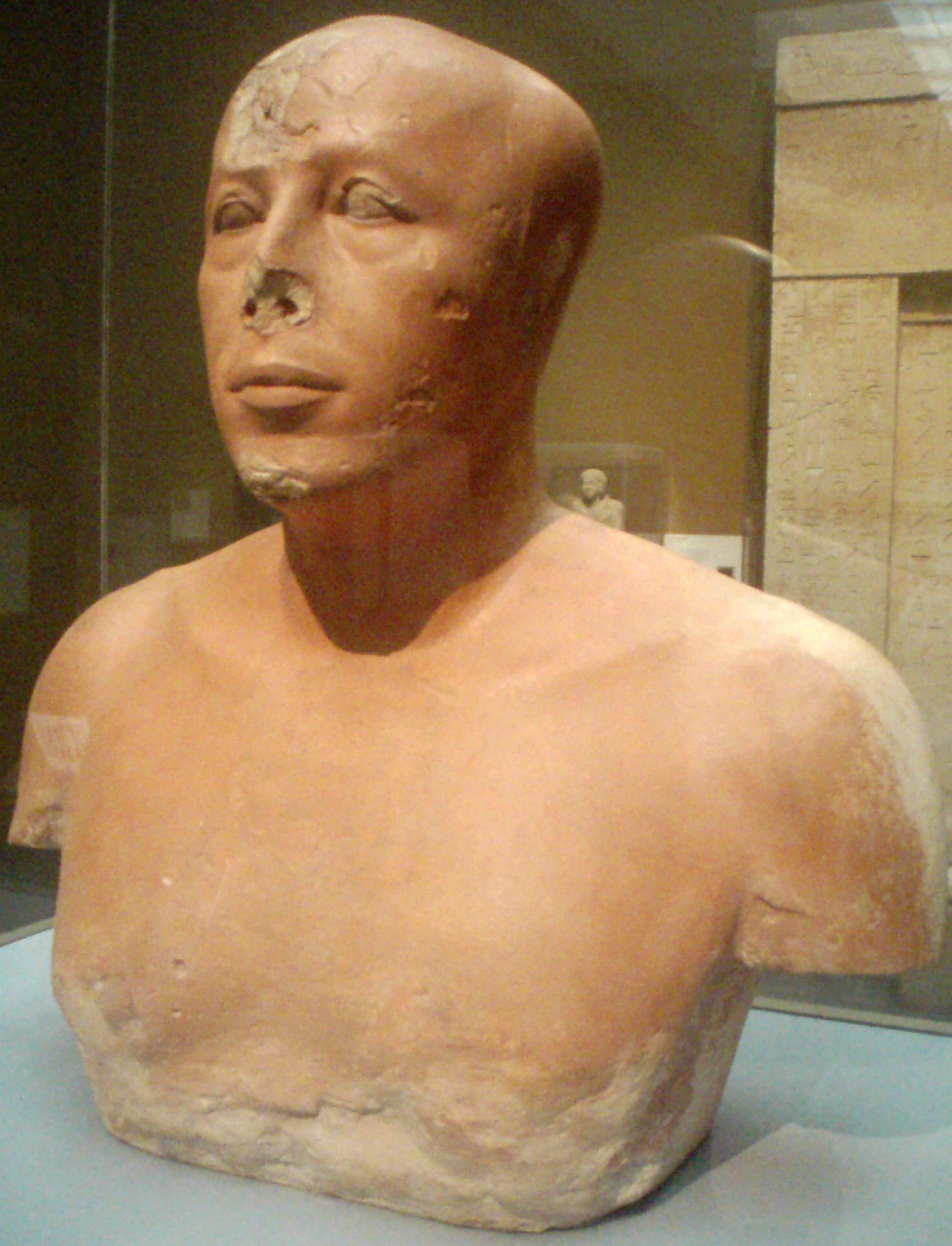
Buste d'Ânkhkhâf (mastaba G 7510)
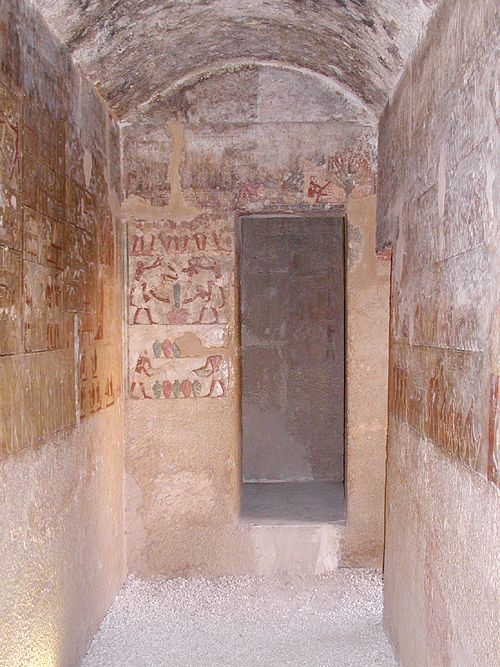
Chapelle voûtée du mastaba d'Iméry (G 6020 cimetière ouest)
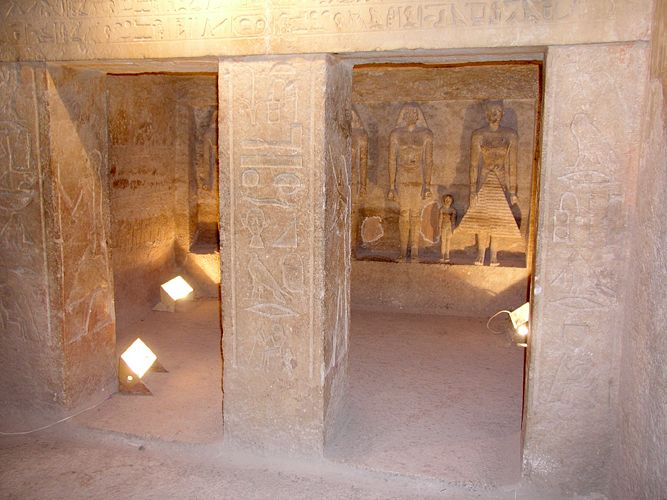
Mastaba de Qar (cimetière est)
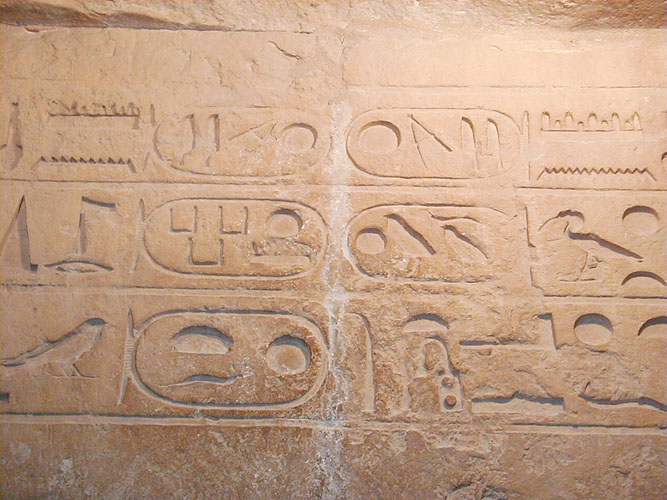
Gravures du mastaba de Qar (cimetière est)
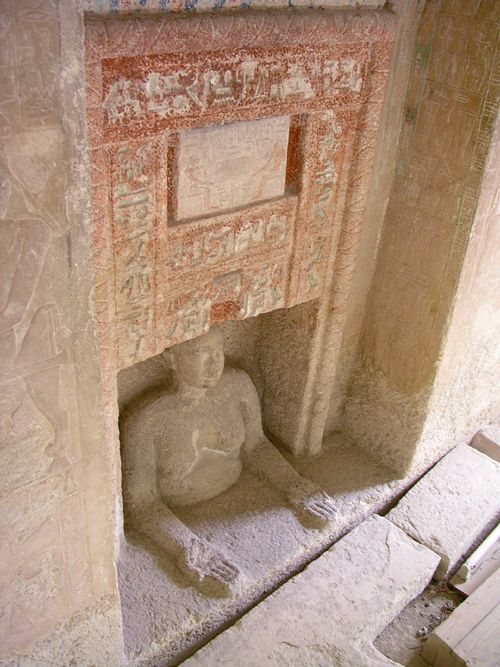
Mastaba d'Idou (cimetière est)
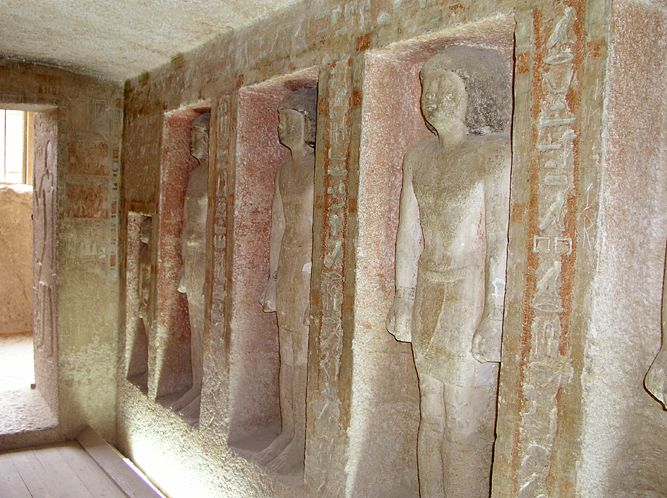
Statues du mastaba d'Idou (cimetière est)